# Bjørheimsbygda
Bjørheimsbygda (eller Bjøreimsbygda) är en by i Strands kommun i Rogaland fylke i sydvästra Norge. Byn ligger där riksväg 13 möter fylkesväg 4654, vid östra änden av sjön Bjørheimsvatnet, öster om tätorten Tau.